# マルクス・ニマン
マルクス・ニマン（Marcus Nyman　1990年8月14日- ）は、スウェーデンのストックホルム出身の柔道選手。階級は90kg級。身長189cm。得意技は寝技(とりわけ抑込技)。母親は1986年の世界選手権66kg級銀メダリストのエリサベト・カールソン。

## 経歴
2008年の世界ジュニア90kg級で3位になった。2009年のヨーロッパジュニアで優勝すると、2010年のヨーロッパ選手権でも優勝を果たした。2011年のヨーロッパ選手権は3位だったが、グランプリ・デュッセルドルフで優勝した。2012年のロンドンオリンピックでは初戦でウズベキスタンのディルショド・チョリエフに指導3で敗れた。2016年にはヨーロッパ選手権とワールドマスターズで3位になるも、リオデジャネイロオリンピックでは準々決勝で中国の程訓釗に背負落で敗れると、その後の3位決定戦でも韓国の郭同韓に背負投で敗れて5位にとどまった。その後目立った活躍はなかったが、2019年の世界選手権では初戦でジョージアのベカ・グビニアシビリを破るなどして準決勝まで進むも向翔一郎に反則負けすると、3位決定戦でもフランスのアクセル・クレルジュに払巻込で敗れて5位だった。グランプリ・タシュケントではリオデジャネイロオリンピック金メダリストのベイカー茉秋を合技で破るなどして優勝した。2021年の世界選手権では準々決勝で地元ハンガリーのトート・クリスティアーンに敗れるが、その後の3位決定戦で長澤憲大を破って3位になった。なお、世界レベルの選手には珍しく柔道主体の生活を送らずに、普段は常勤でエレベーター製造の仕事をこなしてから道場での稽古に取り組んでいる。7月に日本武道館で開催された東京オリンピックでは3回戦で敗れた。2023年の世界選手権では準々決勝で村尾三四郎に敗れるも、その後の敗者復活戦を勝ち上がって3位になった。2024年のパリオリンピックでは3回戦で敗れた。
IJF世界ランキングは2492ポイント獲得で21位(24/6/25現在)。

## エピソード
- パリオリンピック期間中には「ジェイソン・ステイサムに激似」とSNS上で話題となった[12]。

## 主な戦績
- 2008年 - 世界ジュニア　3位
- 2009年 - ヨーロッパジュニア　優勝
- 2010年 - ヨーロッパ選手権　優勝
- 2010年 - グランプリ・青島　3位
- 2011年 - グランプリ・デュッセルドルフ　優勝
- 2011年 - ヨーロッパ選手権　3位
- 2011年 - グランプリ・アブダビ　2位
- 2011年 - グランプリ・アムステルダム　3位
- 2015年 - グランドスラム・アブダビ　3位
- 2016年 - グランプリ・デュッセルドルフ　優勝
- 2016年 - グランプリ・トビリシ　2位
- 2016年 - ヨーロッパ選手権　3位
- 2016年 - グランドスラム・バクー　優勝
- 2016年 - ワールドマスターズ　3位
- 2016年 - グランドスラム・チュメニ　優勝
- 2016年 - リオデジャネイロオリンピック　5位
- 2019年 - 世界選手権　5位
- 2019年 - グランプリ・タシュケント　優勝
- 2019年 - グランドスラム・ブラジリア　5位
- 2021年 -　グランドスラム・トビリシ　優勝
- 2021年 -　グランドスラム・アンタルヤ　優勝
- 2021年 -　世界選手権　3位
- 2022年 -　グランドスラム・バクー　優勝
- 2023年 -　世界選手権　3位
- 2024年 -　アフリカオープン・マラケシュ　優勝

(出典、JudoInside.com)